# Mackaya macrocarpa
Mackaya macrocarpa är en akantusväxtart som först beskrevs av Christian Gottfried Daniel Nees von Esenbeck, och fick sitt nu gällande namn av Atulananda Das. Mackaya macrocarpa ingår i släktet Mackaya och familjen akantusväxter. Inga underarter finns listade i Catalogue of Life.